# Margareta Morgenstern
Franziska Emmy Lida Margareta Morgenstern, geborene Gosebruch (* 29. März 1879 in Berlin; † 21. August 1968 in Breitbrunn am Ammersee) war eine deutsche Anthroposophin. Sie war die Ehefrau und Nachlasspflegerin von Christian Morgenstern.

## Leben

### Herkunft und Familie
Margareta Morgenstern war eine Tochter des Architekten Friedrich Theodor Albrecht Gosebruch (1828–1887), Architekt in Berlin und der Lida, geborene Jacobi (1848–1925). Nach dem Tod des Vaters heiratete die Mutter den preußischen Generalleutnant Friedrich von Liechtenstern (1843–1906), der somit ihr Stiefvater wurde. Sie selbst heiratete 1910 gegen den Willen ihrer Familie den Schriftsteller Christian Morgenstern (1871–1914).

### Werdegang
Margareta genoss eine zeitgemäße höhere Bildung. Sie war sehr musikalisch, spielte Klavier und war regelmäßige Konzert- und Opernbesucherin.
Gemeinsam freundeten sich die Eheleute mit Rudolf Steiner (1861–1925) an und setzten sich intensiv mit dessen anthroposophischer Lehre auseinander. Seit 1911 fanden die Morgensterns in Südtirol ihren Lebensmittelpunkt.
Nach dem Tod ihres Gatten widmete sie sich dem literarischen Nachlass ihres Mannes. Sie sammelte alle erreichbaren Dokumente und Manuskripte und ordnete diese. Unterstützt durch Michael Bauer (1871–1929) veröffentlichte sie mehrfach Bände mit Gedichten, Aphorismen und Briefen ihres verstorbenen Mannes. Antrieb war jedoch keine wissenschaftliche Gesamtausgabe, sondern eher Liebhaberausgaben. 
Seit 1919 lebte Margareta Morgenstern gemeinsam mit Michael Bauer in einem neu errichteten Haus in Breitbrunn. Das Haus wurde ein spirituelles Zentrum, in dem man häufig Gäste empfing. Die hier von Bauer begonnene Morgenstern-Biografie hat sie schließlich zusammen mit Rudolf Meyer (1896–1985) vollendet und 1933 herausgegeben.
Mit ihrem Engagement hat sie wesentlichen Anteil an der heutigen Bekanntheit Christian Morgensterns.